# Top Speed
Top Speed is een Amerikaanse filmkomedie uit 1930 onder regie van Mervyn LeRoy.

## Verhaal
Elmer Peters en Gerald Brooks gaan samen met vakantie. Ze komen terecht in een deftig hotel en ze redden er twee vrouwen. Gerald wordt verliefd op Virginia Rollins en Elmer laat zijn oog vallen op Babs Green. In het hotel scheppen Elmer en Gerald voortdurend op, zodat alle gasten gaan denken dat ze miljonairs zijn. Elmer heeft ook aan iedereen verteld dat hij erg goed kan varen. De vader van Virginia is van plan om mee te doen aan een bootrace. Virginia haalt hem ertoe over om samen te werken met Elmer.

## Rolverdeling
| Acteur         | Personage        |
| -------------- | ---------------- |
| Joe E. Brown   | Elmer Peters     |
| Bernice Claire | Virginia Rollins |
| Jack Whiting   | Gerald Brooks    |
| Frank McHugh   | Tad Jordan       |
| Laura Lee      | Babs Green       |
| Edmund Breese  | Spencer Colgate  |
| Wade Boteler   | Sheriff          |
| Rita Flynn     | Daisy            |